# Landkreis Mansfelder Land
Landkreis Mansfelder Land is een voormalig district (Landkreis) in de Duitse deelstaat Saksen-Anhalt. Het had een oppervlakte van 758,71 km² en een inwoneraantal van 101.156 (31 mei 2005).

## Steden
De volgende steden liggen in het district:
- Mansfeld
- Lutherstadt Eisleben
- Hettstedt